# يان موتا
يان موتا (بالبرتغالية: Yann Motta‏) هو لاعب كرة قدم برازيلي، ولد في 24 نوفمبر 1999. لعب مع تانجونغ باغار يونايتد.